# Iván Helguera
Iván Helguera Bujía [uitspraak: 'ibɑn ɛl'ɡʋɛrɑ] (Santander, 28 maart 1975) is een Spaans voormalig betaald voetballer die rond en na de millenniumwissel faam kreeg als verdedigende middenvelder bij RCD Espanyol en vooral Real Madrid CF, maar die nadien bij Real Madrid centrale verdediger werd. Met de Koninklijke won hij tussen 1999 en 2007 verschillende trofeeën.

## Clubvoetbal
Helguera kwam in zijn jeugd uit voor Racing de Santander. Daarna speelde hij voor Rayo Cantrabia (1994–1995), SD Revilla (1995), Manchego CF (1995–1996), Albacete Balompié (1996–1997), AS Roma (1997–1998) en RCD Espanyol (1998–1999). In 1999 vertrok Helguera naar Real Madrid CF, waarmee hij in zijn eerste seizoen de UEFA Champions League won. Samen met de Argentijn Fernando Redondo vormde Helguera het controlerende duo op het middenveld. Een tweede UEFA Champions League volgde in 2002 en werden tevens de UEFA Super Cup en de wereldbeker voor clubteams gewonnen.
Bovendien won Helguera in 2001 en 2003 met Real Madrid de Spaanse landstitel. Lange tijd gold Helguera als een vaste waarde, eerst als verdedigende middenvelder en later als centrale verdediger. Onder trainer Fabio Capello verloor hij in het seizoen 2006-2007 echter zijn basisplaats. Ook bij Valencia CF kon hij geen basisplek meer bemachtigen, waarna in december 2008 zijn contract werd ontbonden.

### Statistieken
| seizoen | club              | land            | competitie         | wed. | goals |
| ------- | ----------------- | --------------- | ------------------ | ---- | ----- |
| 1995/96 | CD Manchego       | Vlag van Spanje | 3ª División        | 13   | 2     |
| 1996/97 | Albacete Balompié | Vlag van Spanje | Segunda División A | 14   | 2     |
| 1997/98 | AS Roma           | Vlag van Italië | Serie A            | 8    | 0     |
| 1998/99 | RCD Espanyol      | Vlag van Spanje | Primera División   | 37   | 2     |
| 1999/00 | Real Madrid CF    | Vlag van Spanje | Primera División   | 33   | 0     |
| 2000/01 | Real Madrid CF    | Vlag van Spanje | Primera División   | 32   | 5     |
| 2001/02 | Real Madrid CF    | Vlag van Spanje | Primera División   | 26   | 3     |
| 2002/03 | Real Madrid CF    | Vlag van Spanje | Primera División   | 33   | 6     |
| 2003/04 | Real Madrid CF    | Vlag van Spanje | Primera División   | 29   | 1     |
| 2004/05 | Real Madrid CF    | Vlag van Spanje | Primera División   | 34   | 3     |
| 2005/06 | Real Madrid CF    | Vlag van Spanje | Primera División   | 19   | 0     |
| 2006/07 | Real Madrid CF    | Vlag van Spanje | Primera División   | 12   | 1     |
| 2007/08 | Valencia CF       | Vlag van Spanje | Primera División   | 2    | 0     |
| 2007/08 | Valencia CF       | Vlag van Spanje | Primera División   | 4    | 0     |
| 2008/09 | Valencia CF       | Vlag van Spanje | Primera División   | 1    | 0     |

## Nationaal elftal
Helguera was tevens international. Hij speelde 47 interlands voor het Spaans nationaal elftal, waarin Helguera drie keer doel trof. Zijn debuut was op 18 november 1998, toen hij in de rust inviel voor Vicente Engonga in het vriendschappelijke duel tegen Italië (2-2). Op 8 september 2004 speelde Helguera tegen Bosnië zijn laatste interland. Hij behoorde tot de Spaanse selecties voor het EK 2000, het WK 2002 en het EK 2004.

### Interlandgoals
| Interlanddoelpunten | Interlanddoelpunten | Interlanddoelpunten | Interlanddoelpunten | Interlanddoelpunten | Interlanddoelpunten | Interlanddoelpunten |
| #                   | Datum               | Locatie             | Tegenstander        | Goal(s)             | Uitslag             | Wedstrijd           |
| ------------------- | ------------------- | ------------------- | ------------------- | ------------------- | ------------------- | ------------------- |
| 1                   | 24/03/2001          | Alicante, Spanje    | Liechtenstein       | 20'                 | 5 – 0               | WK-kwalificatie     |
| 2                   | 28/03/2001          | Valencia, Spanje    | Frankrijk           | 40'                 | 2 – 1               | Vriendschappelijk   |
| 3                   | 02/04/2003          | León, Spanje        | Armenië             | 69'                 | 3 – 0               | EK-kwalificatie     |

### Internationale toernooien
| jaar | elftal        | toernooi               | wed. | goals |
| ---- | ------------- | ---------------------- | ---- | ----- |
| 2000 | Spaans elftal | Europees kampioenschap | 3    | 0     |
| 2002 | Spaans elftal | Wereldkampioenschap    | 5    | 0     |
| 2004 | Spaans elftal | Europees kampioenschap | 3    | 0     |

## Erelijst
Real Madrid CF
- La Liga: 2000/01, 2002/03, 2006/07
- Supercopa de España: 2003
- UEFA Champions League: 1999/00, 2001/02
- Wereldbeker voor clubteams: 2002
- UEFA Super Cup: 2002

 Valencia CF
- Copa del Rey: 2007/08

1 Cañizares ·
2 Salgado ·
3 Aranzábal ·
4 Guardiola ·
5 Abelardo ·
6 Hierro  ·
7 Helguera ·
8 Fran ·
9 Munitis ·
10 Raúl ·
11 Alfonso ·
12 Sergi Barjuán ·
13 Casillas ·
14 Gerard ·
15 Engonga ·
16 Mendieta ·
17 Etxeberria ·
18 Jémez ·
19 Velasco ·
20 Urzaíz ·
21 Valerón ·
22 Molina ·
Coach: Camacho
1 Casillas ·
2 Torres ·
3 Juanfran ·
4 Helguera ·
5 Puyol ·
6 Hierro  ·
7 Raúl ·
8 Baraja ·
9 Morientes ·
10 Tristán ·
11 De Pedro ·
12 Luque ·
13 Ricardo ·
14 Albelda ·
15 Romero ·
16 Mendieta ·
17 Valerón ·
18 Sergio ·
19 Xavi ·
20 Nadal ·
21 Enrique ·
22 Joaquín ·
23 Contreras ·
Coach: Camacho
1 Cañizares ·
2 Capdevila ·
3 Marchena ·
4 Albelda ·
5 Puyol ·
6 Helguera ·
7 Raúl  ·
8 Baraja ·
9 Torres ·
10 Morientes ·
11 Luque ·
12 Gabri ·
13 Aranzubia ·
14 Vicente ·
15 Bravo ·
16 Alonso ·
17 Etxeberria ·
18 César ·
19 Joaquín ·
20 Xavi ·
21 Valerón ·
22 Juanito ·
23 Casillas ·
Coach: Sáez